# Орден Вельвичия
Орден Вельвичия – высшая государственная награда Намибии.

## История
Орден Вельвичия был учреждён в 17 марта 1995 года, после обретения Намибией независимости от Южно-Африканской Республики в 1990 году. Орден назван в честь реликтового растения Вельвичии удивительной, произрастающей в пределах пустыни Намиб.
По статуту награды Президент Намибии является Гроссмейстером ордена.
Награда вручается главам иностранных государств.
Может вручаться посмертно.

## Степени
Орден имеет два класса:
- Цепь Великого командора
- Великий командор

## Описание
Знак ордена – золотое многолучевое солнце с пламенеющими лучами. В центре круглый медальон.
Знак при помощи кольца крепится к орденской цепи или ленте.
Звезда ордена аналогична знаку, но большего размера.
Орденская цепь золотая. Состоит из 14 звеньев, соединённых между собой двойными цепочками. Центральное звено – государственный герб в цветных эмалях. Остальные звенья в виде многолучевого солнца с пламенеющими лучами, и круглым медальоном в центре, покрытого цветной эмалью.
Лента ордена шёлковая муаровая жёлтого цвета с зелёной полосой по центру, обременённой тонкими белыми полосками по краям.